# Anisoptera megistocarpa
Espèce
Classification phylogénétique
Statut de conservation UICN

 CR A1cd+2cd : 
En danger critique
 Anisoptera megistocarpa est un grand arbre sempervirent de la Péninsule Malaise et Sumatra, appartenant à la famille des Diptérocarpacées.

## Répartition
Forêts mixtes à diptérocarps, sur sol bien drainés de la Péninsule Malaise, Singapour et Sumatra.

## Préservation
Menacé par la déforestation.